# Наир (пик)
Пик На́ир (нем. Piz Nair) — гора высотой 3056 м в Ретийских Альпах в районе Санкт-Морица кантона Граубюнден расположенном в юго-восточной части Швейцарии недалеко от границы с Италией.

## Описание

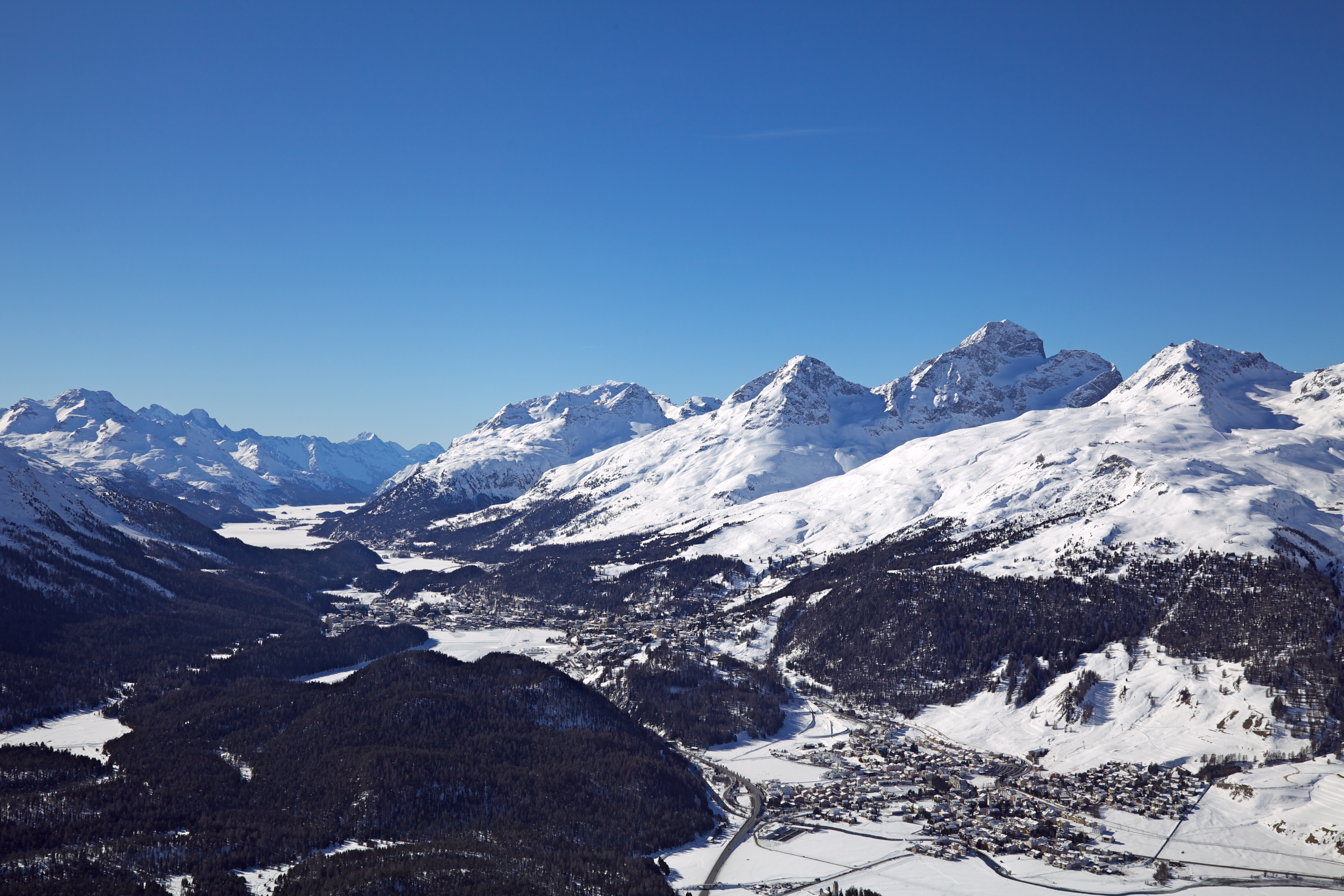
Пик Наир — крайняя правая вершина
Челерина — в правом нижнем углу
Санкт-Мориц — в центре изображения
Нажать чтобы увидеть подписи всех объектов

Пик Наир расположен на хребтовой линии, ориентированной в направлении север-юг, отделяя долину Инн на западе от долины Адидже на востоке. В вокруг горы расположено необычно много вершин, наивысшей из которых является пик Юлиер высотой 3 380 м и находяшийся в 2,9 км в юго-западном направлении. До столицы Берна 190 км.
На пик легко можно добраться на фуникулёре и канатной дорогой из Санкт-Морица через пересадочную станцию находяющиюся восточнее в горнолыжной зоне Корвилья. Верхняя (конечная) станция расположена на 30 метров ниже вершины.
Во время зимних Олимпийских игр 1948 года в Санкт-Морице на горе проходили соревнования по горнолыжному спорту. Старт трасс располагался на пике Наир на высоте 2700 м, а финиш в Руинацу.
Он также принимал чемпионаты мира по горнолыжному спорту в 1934, 1974, 2003 и 2017 годах.
В июле 2012 года через гору проводился швейцарский Ультрамарафон.
На вершине находится скульптура альпийского горного козла скульптора Розмари Гридер.

## Галерея

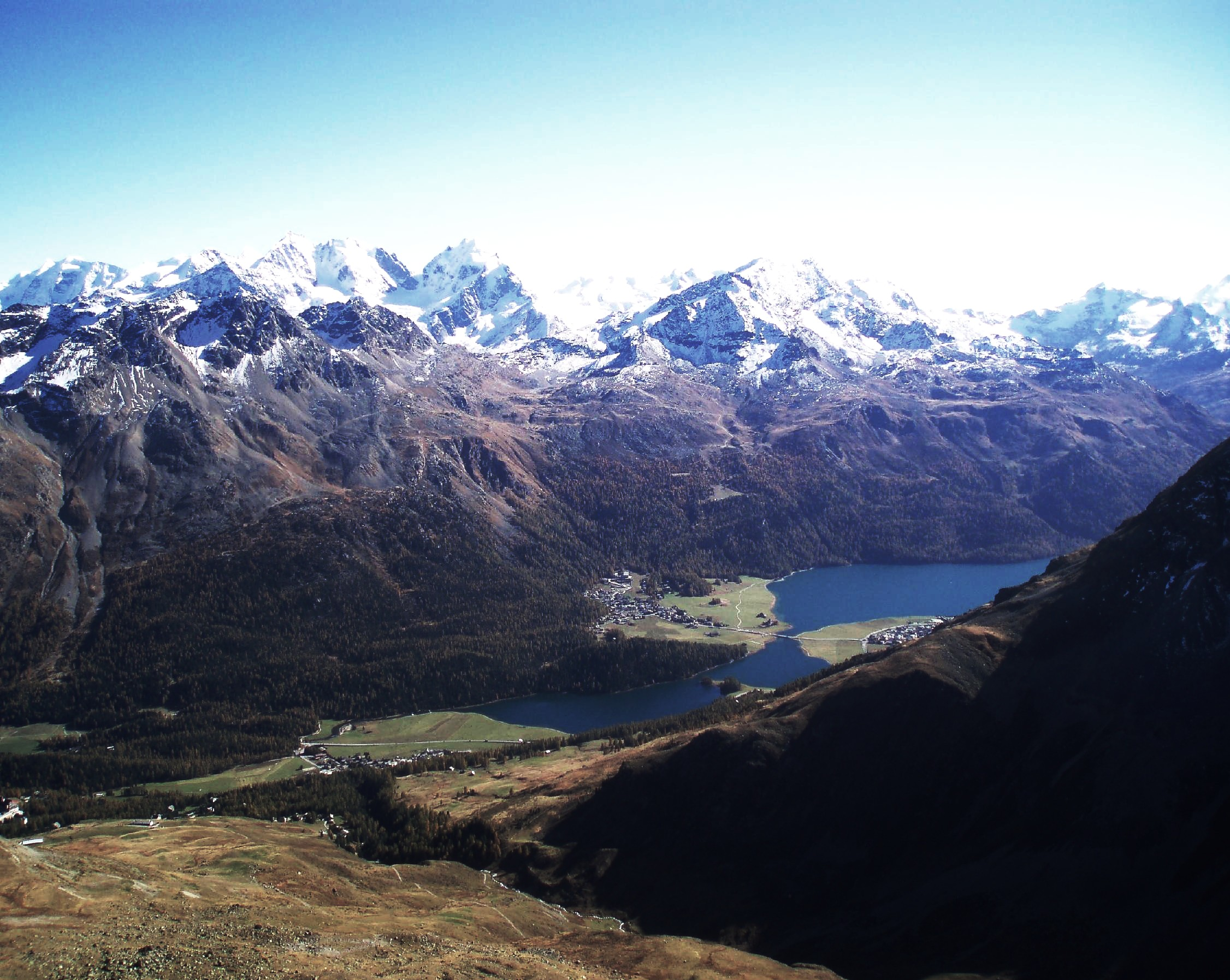
Вид на Энгадинскую долина с вершины
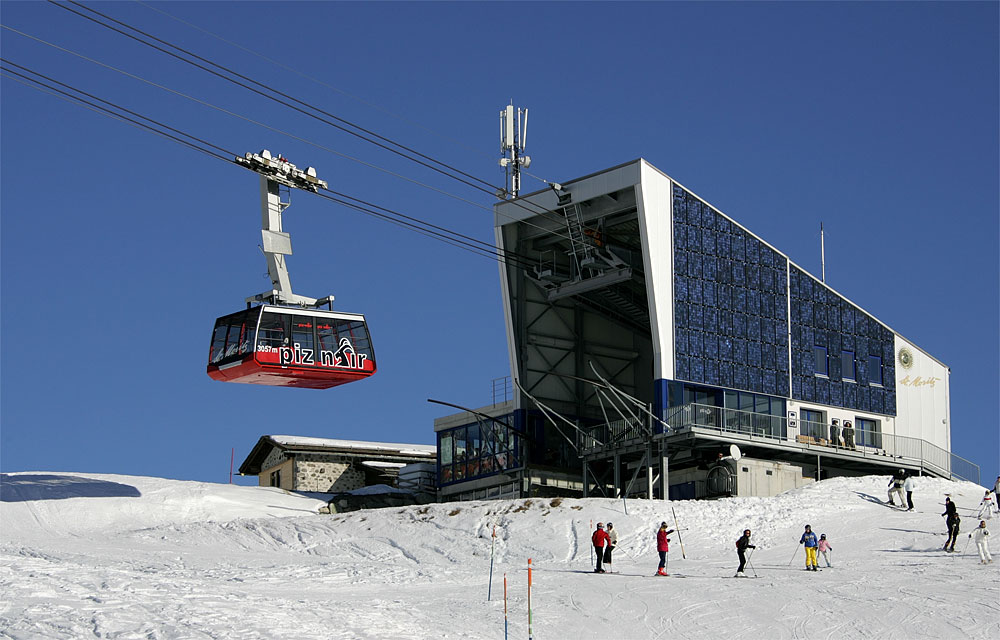
Нижняя станция канатной дороги Корвилья — пик Наир
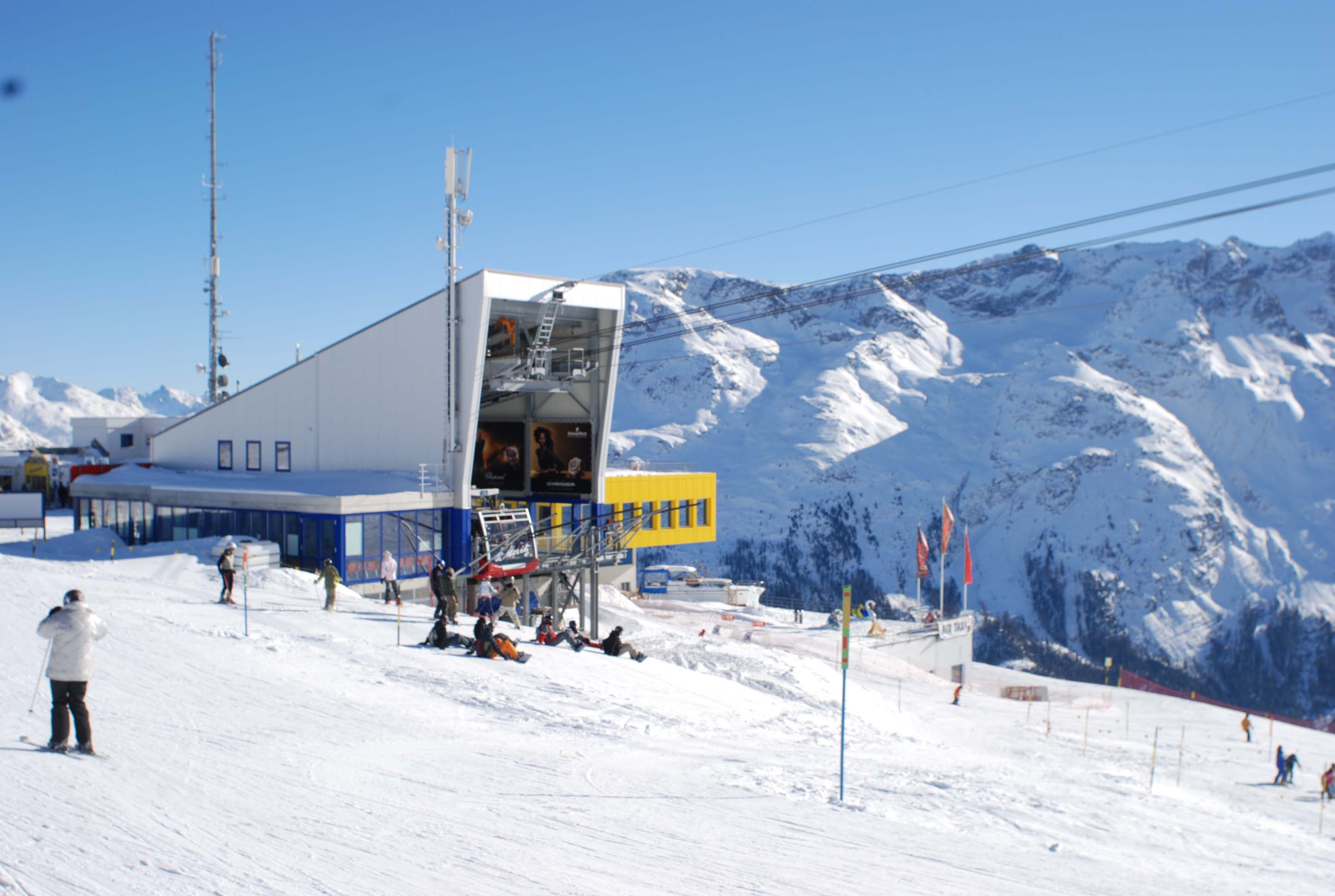
Верхняя станция канатной дороги Санкт-Мориц — Корвилья